# Јелеч дрински (тврђава)
Јелеч дрински је средњовјековни град, односно тврђава са подграђем, код истоименог села Јелеч у општини Фоча, на подручју Републике Српске. Град је припадао српској племићкој породици Косача. Помиње се у повељи угарског краља Беле Четвртог 1268, а затим и 1404. године. У повељама војводе Стефана Вукчића спомиње се 1444, 1448. и 1454. године. Вјерује се да су га Турци заузели нешто прије 1465. године.

## Положај и одлике
Јелеч је вјерује се више пута дограђиван и прошириван. У најстаријој фази развоја град је имао једну квадратну кулу и обор у облику неправилног шестоугла. Спољашње странице куле износиле су око 7 метара, а дебљина зида износила је око 1,5 метара. У коначној фази развоја овог града, када су га Турци проширили, вишеструко је повећао своју површину, изградњом још једне четвртасте куле с неколико обора. У граду су постојале стамбене и властелинске зграде у овим оборима. Изградња у првим фазама, као и каснија изградња обора са нешто изломљеним страницама, заснивала се на прилагођавању терена, пратећи висинске слојнице. Овај начин градње представља једну од карактеристика босанских средњовјековних градова. Данас су видљиви остаци града, који се налазио изнад Говзон потока.
Град Јелеч је имао и подграђе, Подјелеч, које је представљало главни трг у горњем току ријеке Дрине.